# 采林諾耶區 (阿爾泰邊疆區)
53°05′00″N 85°40′40″E / 53.08333°N 85.67778°E
采林諾耶區（俄语：Целинный район），是俄羅斯的一個區，位於該國南部，由阿爾泰邊疆區負責管轄，面積2,882平方公里，2010年該區人口16,403，人口密度每平方公里5.69人。